# Kleines Springkraut
Das Kleine Springkraut (Impatiens parviflora), auch Kleinblütiges Springkraut oder Sibirisches Springkraut, ist eine Pflanzenart in der Familie der Balsaminengewächse (Balsaminaceae).

## Beschreibung
Das Kleine Springkraut ist eine einjährige krautige Pflanze, die Wuchshöhen von 20 bis 60, selten bis 90 cm erreicht. Der aufrechte, oben verzweigte, kahle Stängel ist etwas glasig und an den Knoten geschwollen. Er ist im unteren Teil unbeblättert.
Die wechselständigen, gestielten Laubblätter sind breit lanzettlich und besitzen einen spitz gezähnten Rand. Sie sind zugespitzt und am Grund keilförmig verschmälert.
Die Blütezeit reicht von Juni bis September. In den Achseln der oberen Blätter befinden sich aufrechte traubigen Blütenstände mit jeweils vier bis zwölf Blüten. Die hellgelben, nur 8 bis 18 mm großen zygomorphen Blüten besitzen einen geraden Sporn. Es sind 3 Kelchblätter vorhanden, von denen das hintere groß ist, 8 bis 10 Millimeter lang und den geraden Sporn trägt. Die beiden seitlichen Kelchblätter sind eiförmig-dreieckig und etwa 3 Millimeter lang. Von den 5 Kronblättern ist das vordere groß. Die seitlichen und die hinteren Kronblätter sind paarweise miteinander verwachsen. Alle Kronblätter sind blassgelb und innen rot gefleckt.
Die 15 bis 20 Millimeter lange Kapselfrucht ist länglich-keulenförmig und schleudert bei Berührung ihren Samen aus, woher auch der Gattungsname stammt. Die Samen sind länglich, 4 bis 5 Millimeter lang und fein längsrunzelig.
Die Chromosomenzahl beträgt 2n = 20, 24 oder 26.

## Bestäubungs- und Ausbreitungsbiologie
An der Bestäubung der Blüten sind besonders Schwebfliegen beteiligt, die dort nach Pollen suchen; aber auch Selbstbestäubung ist erfolgreich, obwohl keine kleistogamen Blüten ausgebildet werden.
Die Streuweite der Samen beträgt bis zu 3,4 m.  Fernausbreitung kann aber auch durch Klebhaftung und mit transportierter Erde geschehen.

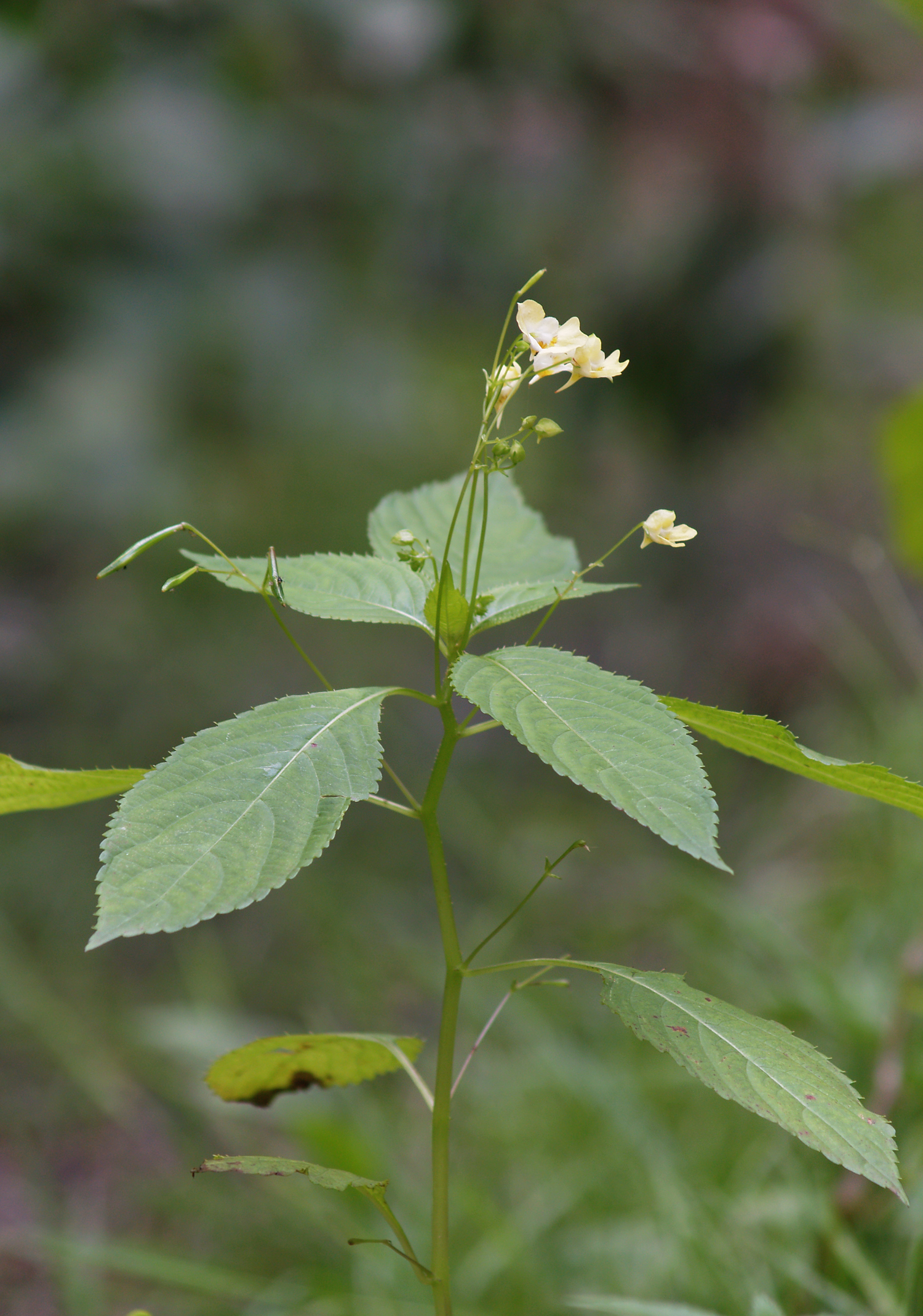
Pflanze mit Blüten und unreifen Kapseln

## Vorkommen
Das natürliche Verbreitungsgebiet des Kleinen Springkrauts umfasst die Gebirge Zentralasiens vom Altai im Norden bis zum Hindukusch im Süden. Es befindet sich in folgenden Staaten: Afghanistan, China (Xinjiang), Kasachstan, Kirgisistan, Mongolei, Russland (Westsibirien), Tadschikistan, Turkmenistan und Usbekistan. Angaben aus Pakistan werden zu Impatiens flemingii gestellt, solche aus Ostsibirien werden durch die Standardfloren (Flora of China, Flora of the U.S.S.R.) nicht gestützt.
Das Kleine Springkraut ist in Mitteleuropa und anderen Gebieten Europas mit gemäßigtem Klima sowie lokal in Kanada (Prinz-Edward-Insel) und in den östlichen USA ein Neubürger (Neophyt).
Die in Mitteleuropa zerstreut bis verbreitet auftretende Art kommt in Laub- und Mischwäldern, in Gebüschen, Gärten und Schutthalden an schattigen Plätzen vor. Sie bevorzugt lockere, kalkarme oder kalkfreie, frische bis etwas feuchte Böden. Sie ist in Mitteleuropa eine Charakterart des Verbands Alliarion, kommt aber auch in Gesellschaften der Ordnung Fagetalia vor. In den Allgäuer Alpen steigt sie in Bayern an der Waldstraße zwischen Rohrmoos und der Moosalpe bis zu einer Höhenlage von 1200 Metern auf.
Die ökologischen Zeigerwerte nach Landolt et al. 2010 sind in der Schweiz: Feuchtezahl F = 3w+ (mäßig feucht aber stark wechselnd), Lichtzahl L = 3 (halbschattig), Reaktionszahl R = 3 (schwach sauer bis neutral), Temperaturzahl T = 4 (kollin), Nährstoffzahl N = 4 (nährstoffreich), Kontinentalitätszahl K = 3 (subozeanisch bis subkontinental).
Wegen ihrer auffälligen, z. T. ausgedehnten Dominanzbestände wurde früher angenommen, Impatiens parviflora verdränge andere Pflanzen. Tatsächlich finden sich ausgedehnte Bestände vor allem an Standorten, die für andere Arten keine guten Lebensbedingungen bieten, etwa weil sie zu dunkel sind, zu hohe Laubstreuauflagen haben usw. Insofern ist die Art an manchen ihrer Standorte ein Beispiel für die Nutzung von sonst ungenutzt bleibenden Ressourcen.
Um 1835 ist die Pflanze aus Botanischen Gärten (Dresden, Berlin, Genf) verwildert. Sie ist einer der wenigen Neophyten in Mitteleuropa, der sich auch in naturnahen Wäldern stark ausbreiten konnte. Dazu hat einerseits die Ausbreitung der Samen durch einen Schleudermechanismus beigetragen, aber vor allem durch Menschen – durch Gartenabfälle, Anhaften an Schuhen, Maschinen, Reifen etc.

## Inhaltsstoffe
Pflanzenteile enthalten einen chemisch noch nicht genau erforschten, aber als giftig geltenden, Übelkeit mit Schwindel sowie Erbrechen und Durchfall auslösenden Bitterstoff sowie verschiedene Gerbstoffe.

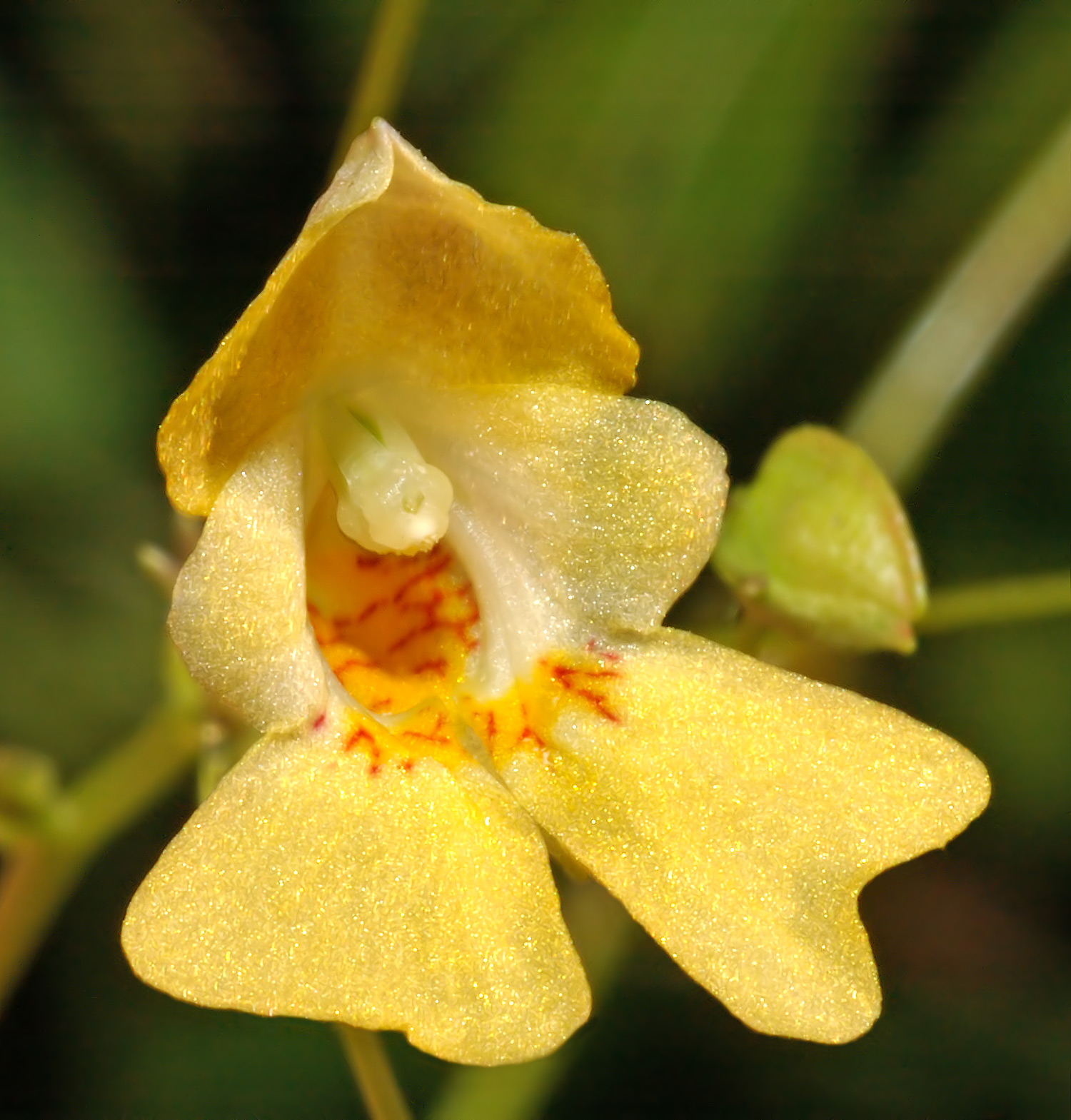
Blüte von vorn
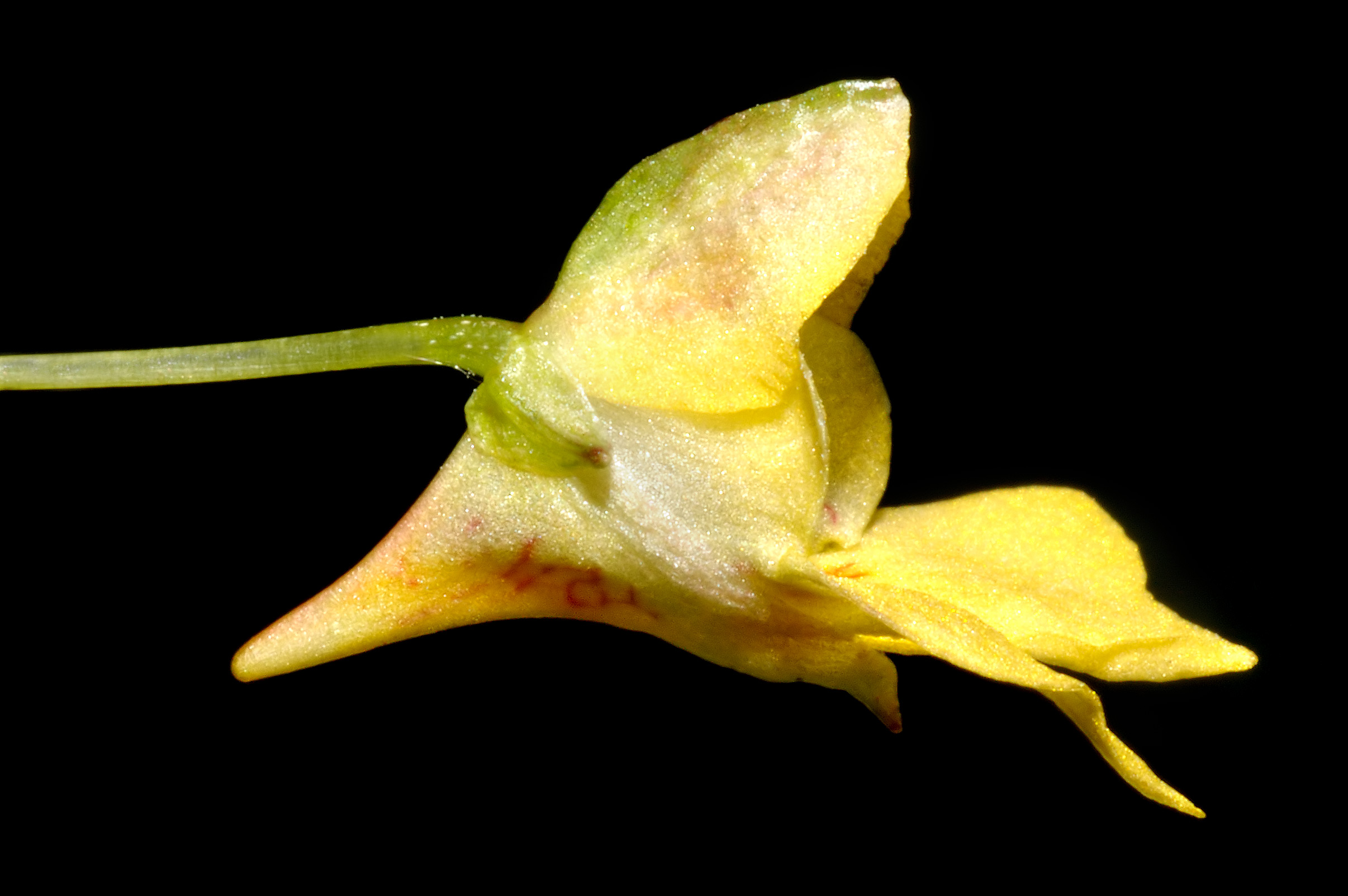
Blüte von der Seite
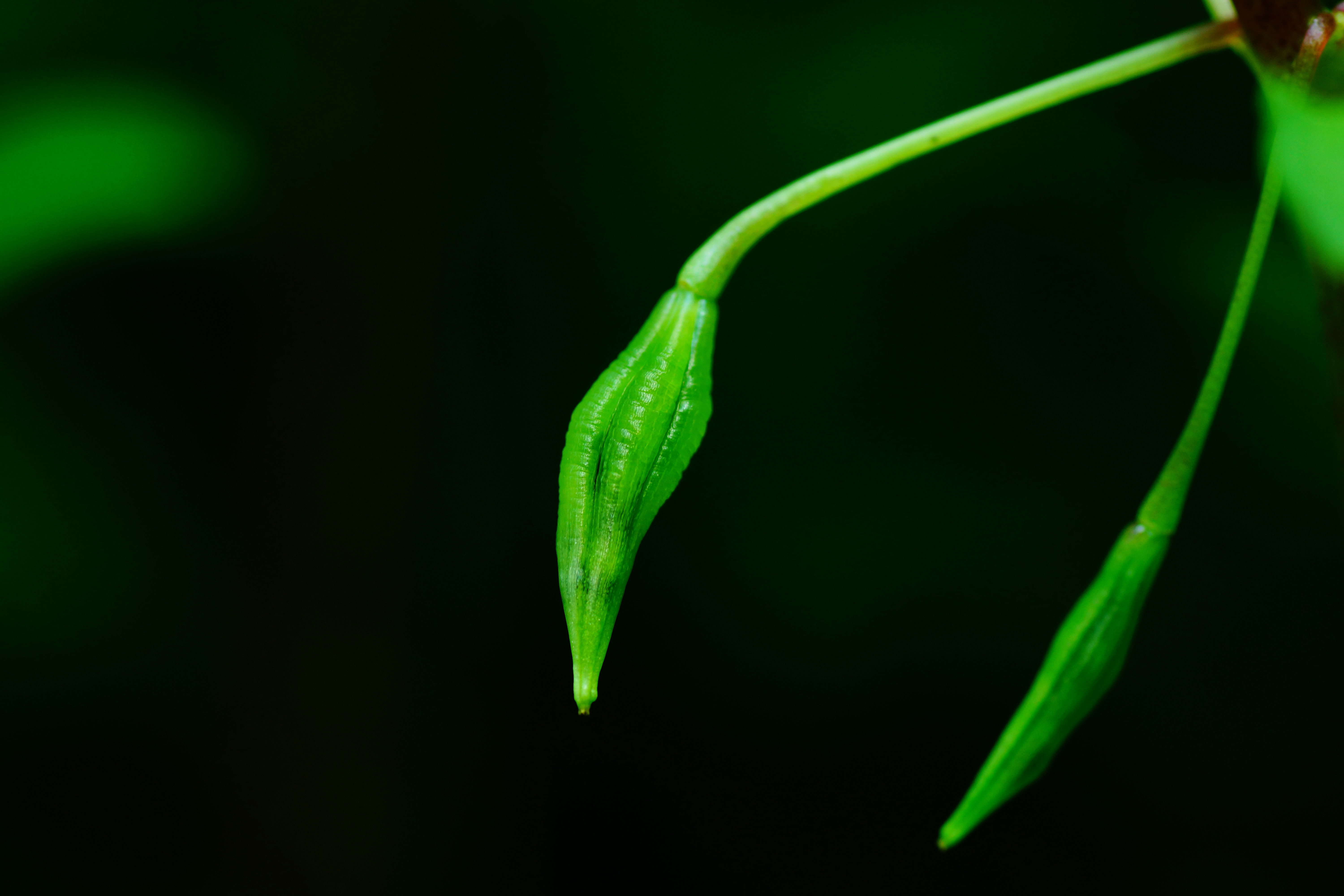
Junge Frucht
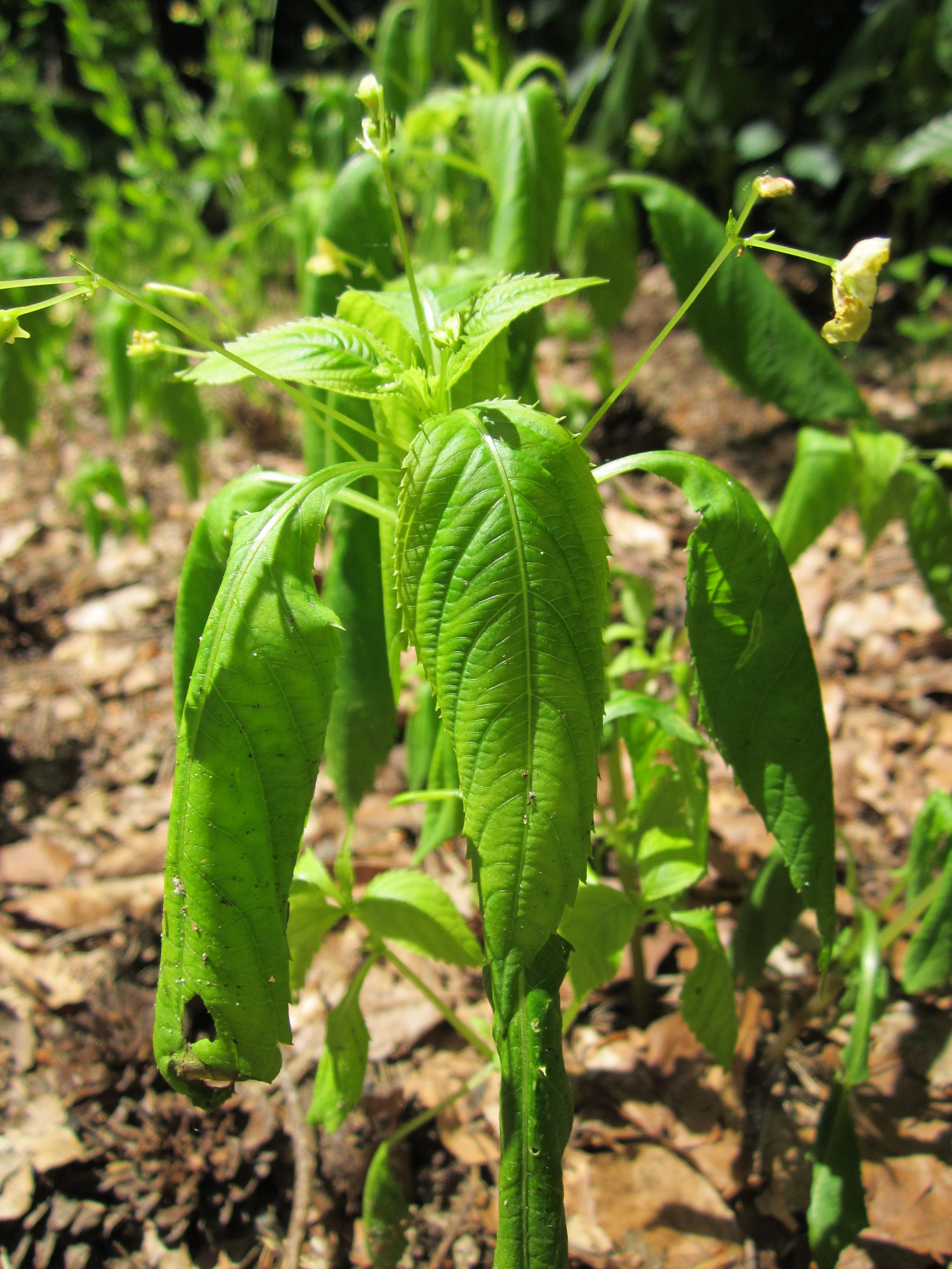
Bei direktem Sonnenlicht lässt das Springkraut die Blätter hängen
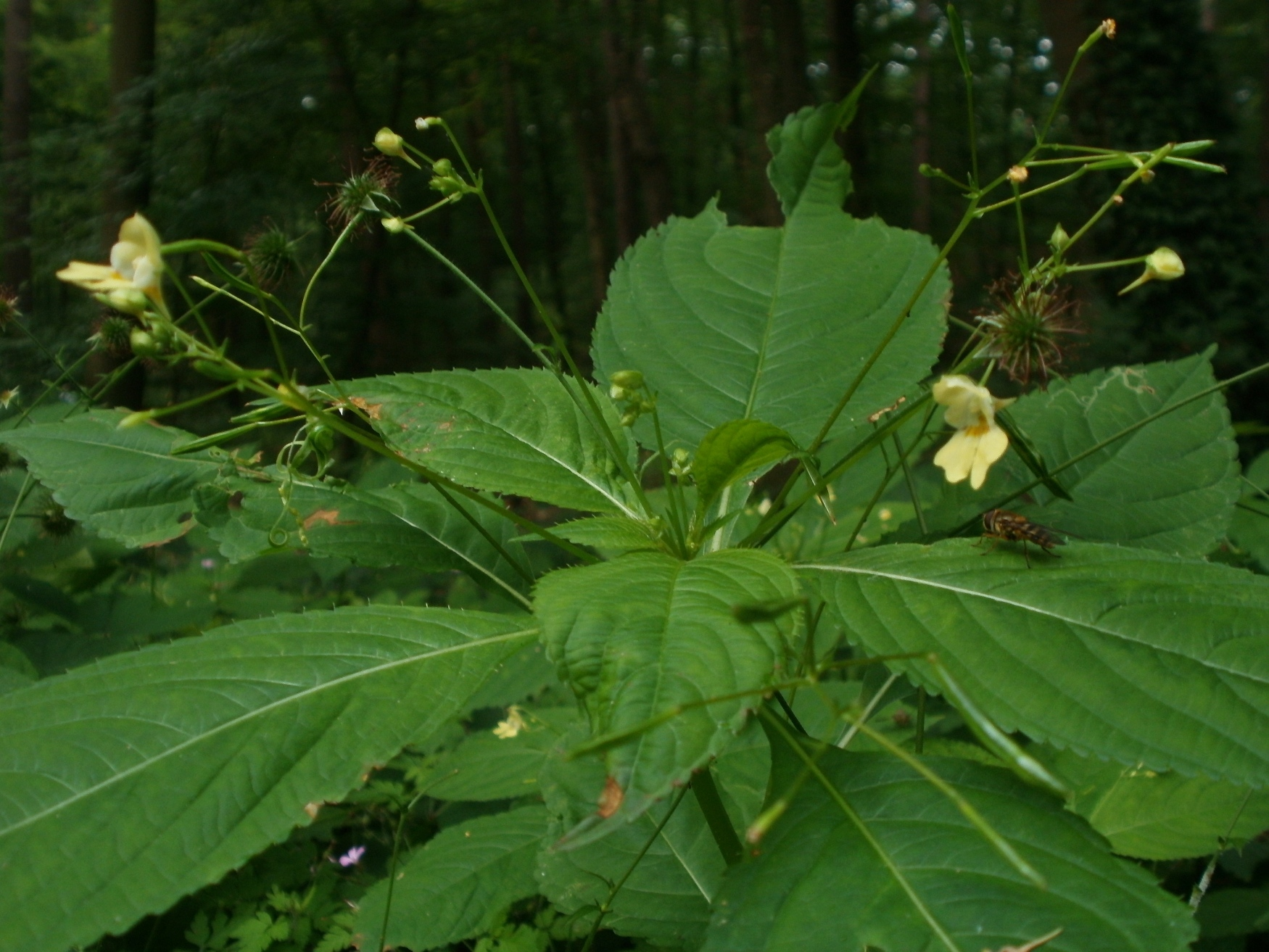
Im Schatten richten sich die Blätter sofort wieder auf (hier zusammen zu sehen mit Fruchtständen der Nelkenwurz)